# Flughafen O. R. Tambo

i7
i11
i13
Der Flughafen O.R. Tambo (bis 1994 Jan Smuts International Airport, zwischen 1994 und 2006 Johannesburg International Airport, IATA-Code: JNB, ICAO-Code: FAOR) ist ein internationaler Flughafen nahe Johannesburg in der Republik Südafrika. Er fungiert auch als Flughafen für die Hauptstadt Pretoria. Der verkehrsreichste Flughafen Afrikas ist das Drehkreuz der Fluggesellschaft South African Airways sowie zahlreicher kleinerer Gesellschaften.

## Lage und Verkehrsanbindung
Der O.R. Tambo International Airport befindet sich jenseits des Territoriums der Metropolgemeinde City of Johannesburg, nahe ihrem östlichen Rand, auf dem Gebiet der Stadt Kempton Park. Südlich des Flughafens befindet sich die Stadt Benoni; beide gehören zur Metropolgemeinde Ekurhuleni.
Über das Straßenverkehrsnetz erreicht man das Flughafengelände primär über die Nationalstraße N12, deren Verlauf sich an der Südperipherie des Airports in Ost-West-Richtung erstreckt. Von ihr zweigt am Kreuz Rietfontein die autobahnartig ausgebaute Regionalstraße R21 in Richtung Norden ab, die am Haupteingang die Zu- und Abfahrt des Autoverkehrs ermöglicht und weiter, die N1 kreuzend, bis nach Pretoria verläuft. Eine weitere Regionalstraße, die R24, führt aus westlicher Richtung an den Flughafen heran. Sie zweigt von der N12 am Abzweig Meadowbrook in Germiston ab. Sie schafft in westlicher Richtung über die Albertina Sisulu Road eine direkte Verbindung zum Central Business District von Johannesburg.
Aus dem Großraum Johannesburg führt eine Strecke des Nahverkehrssystems Gautrain bis zum Flughafengelände.
Das öffentliche Bussystem Johannesburgs fährt den Flughafen an (JNB Airport Transportation). Es wird unter dem Label Rea Vaya betrieben. Ergänzend dazu gibt es die Möglichkeit, mit Minibussen privater Anbieter an- und abzufahren.

## Geschichte
Der Flughafen wurde 1952 als Jan-Smuts-Flughafen nahe der Stadt Kempton Park (East Rand) erbaut. Im selben Jahr wurde hier das Jet-Zeitalter eingeläutet, als der erste kommerzielle Flug der De Havilland DH.106 Comet hier, vom Flughafen London-Heathrow kommend, landete.
Der Jan-Smuts-Flughafen war auch ein Testflughafen für das Baumuster Concorde während der 1970er Jahre – speziell, um das Flugverhalten bei hochgelegenen Flughäfen zu beurteilen. Während der 1980er Jahre blockierten viele Länder wegen der Apartheid die Wirtschaftsbeziehungen zu Südafrika, sodass zahlreiche Fluggesellschaften die Bedienung des Flughafens einstellten.
Seit 1996 ist der Flughafen hinsichtlich der Flugbewegungen der am meisten frequentierte Flughafen des Kontinents und löste damit den Flughafen Kairo-International ab. Im Jahr 2016 wurden mehr als 20 Millionen Passagiere abgefertigt. Der Flughafen zählt ebenso zu den 100 geschäftigsten der Welt.
Die südafrikanische Regierung benannte im Oktober 2006 den Flughafen um in O.R. Tambo International Airport (ORTIA). Oliver R. Tambo war in den 1980er Jahren Vorsitzender des African National Congress und somit einer der Köpfe der Anti-Apartheid-Bewegung.
Die neue International Pier sowie das Domestic Terminal wurden 2007 fertiggestellt. Bis Ende 2009 wurde der Flughafen modernisiert, um dem Ansturm gerecht zu werden, der zur Fußball-Weltmeisterschaft 2010 erwartet wurde.

## Zwischenfälle
- Am 20. Oktober 1957 wurde eine Vickers Viscount 806 der Herstellerfirma Vickers (Luftfahrzeugkennzeichen G-AOYF) auf dem Flughafen Johannesburg-Jan Smuts bei Anflugtests so extrem hart gelandet, dass das rechte Hauptfahrwerk zusammenbrach und die Maschine rechts neben der Piste, nur 480 Meter vom Bahnbeginn, endete. Alle zehn Insassen überlebten. Das Flugzeug wurde irreparabel beschädigt.[9][10]

- Am 1. März 1988 zerbrach eine Embraer EMB 110 (ZS-LGP), die die Comair Limited von der Bop Air geleast hatte, nach einer Bombenexplosion auf dem Flug von Phalaborwa nach Johannesburg wenige Minuten vor der Landung in der Luft. Dabei kamen alle 17 Personen an Bord ums Leben. Ein Passagier, der kurz zuvor eine hohe Lebensversicherung abgeschlossen hatte, war vermutlich der Täter[11] (siehe auch Comair-Limited-Flug 206)

- Am 3. November 2001 stürzte eine Reims-Cessna F406 der GJ Air (ZS-OIG), mit der ein Flug zum Flughafen Eros in Namibia durchgeführt werden sollte, kurz nach dem Start vom Flughafen Johannesburg ab. Dabei kamen alle drei Personen an Bord ums Leben. Die Unfalluntersuchung ergab einen Kontrollverlust entlang der Roll- und Nickachse, hervorgerufen durch eine 16-prozentige Überladung und eine falsche Gewichtsverteilung. Es wurden weitere erhebliche Betriebsverstöße festgestellt: Lufttüchtigkeits- und Betreiberzeugnis waren abgelaufen, die Betriebsgrenze der Triebwerke überschritten, die Ladung ungesichert und es wurde ein Passagier befördert, obwohl für diesen weder ein Sitz noch eine Rückhaltevorrichtung an Bord waren (siehe auch Flugunfall einer Reims-Cessna F406 am Flughafen Johannesburg).

## Konkurrierende Flughäfen
Im Norden von City of Johannesburg, unweit von Diepsloot und Sandton, gibt es den privat betriebenen Lanseria International Airport. Auf dem Rand Airport in Germiston landen Binnenflüge.

## Verkehrszahlen
| Jahr    | Fluggastaufkommen | Flugbewegungen |
| ------- | ----------------- | -------------- |
| 2021/22 | 9.633.163         | 140.105        |
| 2020/21 | 4.063.739         | 70.414         |
| 2019/20 | 20.930.566        | 211.879        |
| 2018/19 | 21.313.943        | 219.586        |
| 2017/18 | 21.231.510        | 220.644        |
| 2016/17 | 20.692.780        | 220.934        |
| 2015/16 | 20.374.998        | 224.191        |
| 2014/15 | 19.135.093        | 217.627        |
| 2013/14 | 18.820.988        | 206.603        |
| 2012/13 | 18.621.259        | 199.802        |

1. ↑  Die Verkehrszahlen gelten für die Geschäftsjahre, diese enden jeweils am 31. März.